# Lois Freeman-Fox
Lois Ellen Freeman-Fox (* 21. März 1947) ist eine US-amerikanische Filmeditorin, Bildhauerin, Malerin und Hochschullehrerin.

## Leben
Nachdem Lois Freeman-Fox als Bachelor Of Fine Arts an der Cornell University graduierte, studierte sie Bildhauerei an der University of California, Berkeley. Während dieser Zeit arbeitete sie an unterschiedlichen Skulpturen, die teilweise bis heute noch auf den Campusen der San José State University, San Francisco Art Institute und dem Sacramento State College stehen. Nach ihrem Abschluss in Berkley arbeitete sie einige Zeit als Kuratorin im ansässigen University Art Museum Berkley und organisierte nebenbei größere Kunstfeste. Von dort aus wurde sie zur Direktorin der IC Gallery an der UC Davis berufen, wo sie nicht nur weiterhin größere Kunstveranstaltungen für Künstler aus San Francisco organisierte, sondern auch anfing, sich für den Filmschnitt zu interessieren.
Also zog sie nach New York, wo sie sich als Fotografin und Künstlerin von Collagen ihr Studium im Bereich Film an der New York University finanzierte. Sie verblieb auch anschließend in New York, wo sie die Möglichkeit erhielt als Assistentin des Tonschnitts bei Filmen wie Carrie – Des Satans jüngste Tochter und Der Stadtneurotiker  mitzuwirken. Bereits 1979 durfte sie erstmals eigenverantwortlich für Heartland einen Tonschnitt leiten, während sie Alan Heim und Stanley Warnow beim Musical Hair erstmals beim Bildschnitt assistieren konnte. Bereits mit dem Film Hair arbeitete sie wieder in Los Angeles, sodass weitere Filme schnell folgten. So schnitt sie als Assistentin von Sheldon Kahn Filme wie Schütze Benjamin und Die Sensationsreporterin.
Nachdem sie dann anschließend mit Teenwolf erstmals eigenverantwortlich einen Filmschnitt leitete, folgten schnell weitere Filmkomödien wie Wie der Vater, so der Sohn, Scott & Huutsch und Stop! Oder meine Mami schießt!. Dies führte allerdings auch dazu, dass ihre Kunst weiter in den Hintergrund gedrängt wurde. Erst als sie für Fantasia 2000 engagiert wurde und wieder mit mehreren Animatoren zusammenarbeite, reifte in ihr der Wunsch heran, sich wieder stärker mit der Kunst zu beschaffen.
Da sie bereits während des Filmschnitts zu Die Gesetzlosen an der University of Southern California unterrichtete, zog sie sich mehr und mehr aus dem Filmgeschäft zurück und nahm ab 2003 eine Vollzeitstelle am Brooks Institute an, um dort Filmschnitt zu lehren. Auch ihrer Kunst gab sie immer mehr Raum und zeigte in mehreren Ausstellungen ihre digitale Film- und Fotokunst. Sie lebt aktuell mit ihrem Mann, dem Gitarristen Stuart Granville Fox (* 1942) in Fillmore, Kalifornien.
Lois Freeman-Fox ist Mitglied der American Cinema Editors.

## Filmografie (Auswahl)
- 1976: Carrie – Des Satans jüngste Tochter (Carrie) (Tonschnitt-Assistenz)
- 1977: Der Stadtneurotiker (Annie Hall) (Tonschnitt-Assistenz)
- 1979: Heartland (Tonschnitt)
- 1979: Hair (Filmschnitt-Assistenz)
- 1980: Schütze Benjamin (Private Benjamin) (Filmschnitt-Assistenz)
- 1981: Die Sensationsreporterin (Absence of Malice) (Filmschnitt-Assistenz)
- 1985: Teenwolf (Teen Wolf)
- 1986: Welcome to 18 – Jetzt wird’s gefährlich (Welcome to 18)
- 1986: Private Practices: The Story of a Sex Surrogate (Dokumentarfilm)
- 1987: Wie der Vater, so der Sohn (Like Father Like Son)
- 1987: Onkel Toms Hütte (Uncle Tom’s Cabin, Fernsehfilm)
- 1989: Mein Partner mit der kalten Schnauze (K-9)
- 1989: Scott & Huutsch (Turner & Hooch)
- 1990: Air America
- 1991: Ein Satansbraten kommt selten allein (Problem Child 2)
- 1992: Stop! Oder meine Mami schießt! (Stop! Or My Mom Will Shoot)
- 1993: … und das Leben geht weiter (And the Band Played On)
- 1993: Das Kainsmal des Todes (Daybreak, Fernsehfilm)
- 1999: Die Gesetzlosen (You Know My Name)
- 2000: Fantasia 2000
- 2001: Osmosis Jones
- 2002: Kiss the Bride
- 2005: Thru the Moebius Strip

## Auszeichnungen
- 1994: Emmy für … und das Leben geht weiter (Outstanding Individual Achievement in Editing for a Miniseries or a Special - Single Camera Production)
- 1994: Eddie-Award für … und das Leben geht weiter (Best Edited Motion Picture for Non-Commercial Television)